# 3-й гвардейский истребительный авиационный полк
3-й гвардейский истребительный авиационный Ростов-Донский Краснознамённый полк — воинская часть Вооружённых Сил СССР в Великой Отечественной войне.

## История
Полк преобразован 6 декабря 1941 года из 155-го истребительного авиационного полка за образцовое выполнение боевых задач и проявленные при этом мужество и героизм.
В составе действующей армии с 20 февраля 1942 по 14 июля 1942, с 23 сентября 1942 по 4 марта 1943 и с 1 июня 1943 по 1 мая 1945 года.
На момент формирования полка на вооружении состояли ЛаГГ-3. После преобразования полка в гваодейский 7 декабря полк убыл в тыл на доукомплектование и перевооружение. В период с 16 декабря 1941 года по 24 января 1942 года полк во 2-м запасном истребительном авиаполку Московского военного округа на ст. Сейма Горьковской области переформирован по штату 015/134 и перевооружен на ЛаГГ-3. 5 февраля 1942 года полк перебазировался в состав 3-й авиабригады Резерва Ставки ВГК в г. Клин.
Продолжил боевую деятельность в районе Волхова, действует на всём протяжении Волховского фронта, над Мясным Бором, Любанью, Погостье, Киришами, Спасской Полистью, Синявино.
14 июля 1942 года отведён на переформирование, укомплектование и обучение в Кузнецк, затем под Москву, где в сентябре 1942 года получил истребители Ла-5. Направлен на Калининский фронт в район Холма, где продолжал подготовку уже в боевых условиях.
5 ноября 1942 года был оперативно подчинён 8-й воздушной армии и перелетел в район Сталинграда.. С началом контрнаступления под Сталинградом обеспечивает прикрытие с воздуха ударной группировки войск 51-й армии, 13-го танкового и 4-го механизированного корпусов, наступающих в направлении посёлка Советский, а затем войска 2-й гвардейской армии.
Под Сталинградом, в частности, патрулирует воздушное пространство, с целью перехвата транспортных самолётов противника, доставляющих продукты, боеприпасы в Сталинградский котёл и увозящих оттуда раненых. Так, 11 декабря 1942 года, совместно с лётчиками 273-го истребительного полка полк сбил 18 вражеских самолётов, следовавших со стороны Котельниково через Зеты на Нариман.
Сбитые самолёты противника лётчиками полка отмечены в районах в ноябре 1942 в районах Карповской, Бузиновки, Питомника, в декабре 1942 Алексеевки, Басаргино, Сталинграда, в январе 1942 Зелёной Рощи, Алитуба. С января 1943 года по март 1943 ведёт бои за освобождение Ростова, отличился в боях. 4 мая 1943 года приказом НКО № 207 полку присвоено собственное наименование «Ростов-Донский» и полк является единственной воинской частью вооружённых сил СССР, имеющим такое наименование.
4 марта 1943 года выведен в резерв, в мае 1943 года перелетел на Кубань, где с 1 июня 1943 года принимает участие в заключительных воздушных боях на Кубани, сбитые полком самолёты зафиксированы в районах Киевское, Молдаванское, Абинская, Крымская.
В ходе Курской битвы ведёт бои и сопровождает штурмовики в районах Томаровки, Обояни, затем действует в ходе последовавшей Белгородско-Харьковской операции, сбитые полком самолёты зафиксированы в районах Ахтырки, Богодухова, Белгорода.
В сентябре-ноябре 1943 года ведёт бои в основном в Киевской области, действует над Киевом, Горностайполем, Ульяниками, Липовым Рогом. В январе-феврале 1944 года принимает участие в разгроме Корсунь-Шевченковской группировки противника, так, например, 1 февраля 1944 года истребители полка сопровождают шестёрку штурмовиков в район станции Корсунь-Шевченковская. В марте-апреле 1944 года принимает участие в Проскуровско-Черновицкой операции, летом 1944 года — в Львовско-Сандомирской операции, в частности действует над Стрыем.
С 9 сентября 1944 года до конца октября 1944 года обеспечивает деятельность 224-й штурмовой авиадивизии, которая, в свою очередь, поддерживала с воздуха наступление войск 1-й гвардейской армии через Карпаты из района юго-восточнее города Санок на города Балигруд, Снину, Михайловце.
С 1 января 1945 года и до конца февраля 1945 года ведёт бои за Кошице, в частности прикрывая штурмовики 208-го штурмового авиационного полка, затем за Попрад, Брезно, в марте-апреле 1945 года действует над Моравской Остравой, где 1 мая 1945 года закончил войну. В апреле 1945 года получил самолёты Ла-7.

## Подчинение
| Дата            | Фронт (округ)                                              | Армия                | Корпус (группа)                        | Дивизия                                             | Примечания |
| --------------- | ---------------------------------------------------------- | -------------------- | -------------------------------------- | --------------------------------------------------- | ---------- |
| 01.01.1942 года | Резерв Ставки ВГК                                          | -                    | -                                      | -                                                   | -          |
| 01.02.1942 года | Резерв Ставки ВГК                                          | -                    | -                                      | -                                                   | -          |
| 01.03.1942 года | Волховский фронт                                           | 4-я армия            | 3-я резервная авиационная группа       | -                                                   | -          |
| 01.04.1942 года | Волховский фронт                                           | -                    | 2-я резервная авиационная группа       | -                                                   | -          |
| 01.05.1942 года | Ленинградский фронт (Группа войск Волховского направления) | -                    | 2-я резервная авиационная группа       | -                                                   | -          |
| 01.06.1942 года | Ленинградский фронт (Волховская группа войск)              | -                    | 2-я резервная авиационная группа       | -                                                   | -          |
| 01.07.1942 года | Волховский фронт                                           | -                    | 2-я резервная авиационная группа       | -                                                   | -          |
| 01.08.1942 года | Приволжский военный округ                                  | -                    | -                                      | -                                                   | -          |
| 01.09.1942 года | Московский военный округ                                   | -                    | -                                      | -                                                   | -          |
| 01.10.1942 года | Резерв Ставки ВГК                                          | -                    | 1-й истребительный авиационный корпус  | 235-я истребительная авиационная дивизия            | -          |
| 01.11.1942 года | Ставка ВГК                                                 | -                    | 1-й истребительный авиационный корпус  | 235-я истребительная авиационная дивизия            | -          |
| 01.12.1942 года | Резерв Ставки ВГК                                          | -                    | 1-й истребительный авиационный корпус  | 235-я истребительная авиационная дивизия            | -          |
| 01.01.1943 года | Южный фронт                                                | 8-я воздушная армия  | -                                      | 235-я истребительная авиационная дивизия            | -          |
| 01.02.1943 года | Южный фронт                                                | 8-я воздушная армия  | 2-й смешанный авиационный корпус       | 235-я истребительная авиационная дивизия            | -          |
| 01.03.1943 года | Южный фронт                                                | 8-я воздушная армия  | 2-й смешанный авиационный корпус       | 235-я истребительная авиационная дивизия            | -          |
| 01.04.1943 года | Юго-Западный фронт                                         | 17-я воздушная армия | 7-й смешанный авиационный корпус       | 235-я истребительная авиационная дивизия            | -          |
| 01.05.1943 года | Юго-Западный фронт                                         | 17-я воздушная армия | 7-й смешанный авиационный корпус       | 235-я истребительная авиационная дивизия            | -          |
| 01.06.1943 года | Резерв Ставки ВГК                                          | -                    | -                                      | 235-я истребительная авиационная дивизия            | -          |
| 01.07.1943 года | Северо-Кавказский фронт                                    | 4-я воздушная армия  | -                                      | 258-я смешанная авиационная дивизия                 | -          |
| 01.08.1943 года | Воронежский фронт                                          | 2-я воздушная армия  | 10-й истребительный авиационный корпус | 235-я истребительная авиационная дивизия            | -          |
| 01.09.1943 года | Воронежский фронт                                          | 2-я воздушная армия  | 10-й истребительный авиационный корпус | 235-я истребительная авиационная дивизия            | -          |
| 01.10.1943 года | Воронежский фронт                                          | 2-я воздушная армия  | 10-й истребительный авиационный корпус | 235-я истребительная авиационная дивизия            | -          |
| 01.11.1943 года | 1-й Украинский фронт                                       | 2-я воздушная армия  | 10-й истребительный авиационный корпус | 235-я истребительная авиационная дивизия            | -          |
| 01.12.1943 года | 1-й Украинский фронт                                       | 2-я воздушная армия  | 10-й истребительный авиационный корпус | 235-я истребительная авиационная дивизия            | -          |
| 01.01.1944 года | 1-й Украинский фронт                                       | 2-я воздушная армия  | 10-й истребительный авиационный корпус | 235-я истребительная авиационная дивизия            | -          |
| 01.02.1944 года | 1-й Украинский фронт                                       | 2-я воздушная армия  | 10-й истребительный авиационный корпус | 235-я истребительная авиационная дивизия            | -          |
| 01.03.1944 года | 1-й Украинский фронт                                       | 2-я воздушная армия  | 10-й истребительный авиационный корпус | 235-я истребительная авиационная дивизия            | -          |
| 01.04.1944 года | 1-й Украинский фронт                                       | 2-я воздушная армия  | 10-й истребительный авиационный корпус | 235-я истребительная авиационная дивизия            | -          |
| 01.05.1944 года | 1-й Украинский фронт                                       | 2-я воздушная армия  | 10-й истребительный авиационный корпус | 235-я истребительная авиационная дивизия            | -          |
| 01.06.1944 года | 1-й Украинский фронт                                       | 2-я воздушная армия  | 10-й истребительный авиационный корпус | 235-я истребительная авиационная дивизия            | -          |
| 01.07.1944 года | 1-й Украинский фронт                                       | 2-я воздушная армия  | 10-й истребительный авиационный корпус | 235-я истребительная авиационная дивизия            | -          |
| 01.08.1944 года | 1-й Украинский фронт                                       | 2-я воздушная армия  | 10-й истребительный авиационный корпус | 235-я истребительная авиационная дивизия            | -          |
| 01.09.1944 года | 4-й Украинский фронт                                       | 8-я воздушная армия  | 10-й истребительный авиационный корпус | 15-я гвардейская истребительная авиационная дивизия | -          |
| 01.10.1944 года | 4-й Украинский фронт                                       | 8-я воздушная армия  | 10-й истребительный авиационный корпус | 15-я гвардейская истребительная авиационная дивизия | -          |
| 01.11.1944 года | 4-й Украинский фронт                                       | 8-я воздушная армия  | 10-й истребительный авиационный корпус | 15-я гвардейская истребительная авиационная дивизия | -          |
| 01.12.1944 года | 4-й Украинский фронт                                       | 8-я воздушная армия  | 10-й истребительный авиационный корпус | 15-я гвардейская истребительная авиационная дивизия | -          |
| 01.01.1945 года | 4-й Украинский фронт                                       | 8-я воздушная армия  | 10-й истребительный авиационный корпус | 15-я гвардейская истребительная авиационная дивизия | -          |
| 01.02.1945 года | 4-й Украинский фронт                                       | 8-я воздушная армия  | 10-й истребительный авиационный корпус | 15-я гвардейская истребительная авиационная дивизия | -          |
| 01.03.1945 года | 4-й Украинский фронт                                       | 8-я воздушная армия  | 10-й истребительный авиационный корпус | 15-я гвардейская истребительная авиационная дивизия | -          |
| 01.04.1945 года | 4-й Украинский фронт                                       | 8-я воздушная армия  | 10-й истребительный авиационный корпус | 15-я гвардейская истребительная авиационная дивизия | -          |
| 01.05.1945 года | 4-й Украинский фронт                                       | 8-я воздушная армия  | 10-й истребительный авиационный корпус | 15-я гвардейская истребительная авиационная дивизия | -          |

## Командиры
- майор, подполковник Шпак Даниил Савельевич (погиб)[1], 09.09.1940 — 10.01.1943
- майор, подполковник Смирнов Виктор Сергеевич[1], 03.1943 — 06.1943
- майор, подполковник Прокопенко Георгий Николаевич[1], 06.1943 — 14.07.1944 (погиб, вероятно сбит по ошибке стрелком бомбардировщика Пе-2[5])
- подполковник Наумов Петр Изотович[1], 15.08.1944 — 09.05.1945

## Награды и наименования
| Награда                | Дата       | За что получена |
| ---------------------- | ---------- | --- |
| Орден Красного Знамени | 19.02.1945 | За образцовое выполнение боевых заданий командования в боях с немецкими захватчиками при овладении городами Ясло и Горлице и проявленные при этом доблесть и мужество                                          |
| «Ростов-Донский»       | 04.05.1943 | За показанные образцы мужества и геройства в борьбе против фашистских захватчиков и в целях дальнейшего закрепления памяти о героических подвигах сталинских соколов. Приказом НКО СССР № 207 от 04.05.1943 г. |

## Отличившиеся воины полка
| Награда                    | Ф. И. О.                      | Должность                        | Звание               | Дата награждения | Данные о вылетах                                                                                        | Примечания                  |
| -------------------------- | ----------------------------- | -------------------------------- | -------------------- | ---------------- | --- | --------------------------- |
|                            | Базанов, Пётр Васильевич      | заместитель командира эскадрильи | гвардии капитан      | 26.10.1944       | к моменту представления 219 боевых вылетов, 19 самолётов противника, сбитых лично, и 3 в групповых боях | -                           |
| Герой Российской Федерации | Мудров, Михаил Иванович       | командир эскадрильи              | гвардии капитан      | 10.04.1995       | к моменту представления 420 боевых вылетов, сбил лично 27 и в группе 9 самолётов                        | посмертно, погиб 27.01.1944 |
|                            | Мурашёв Алексей Андрианович   | командир эскадрильи              | гвардии капитан      | 28.09.1943       | к моменту представления 328 боевых вылетов, в 69 воздушных боях сбил лично 17 и в группе 9 самолётов    | -                           |
|                            | Прокопенко Георгий Николаевич | командир полка                   | гвардии подполковник | 08.09.1943 г.    | 217 боевых вылетов, в 50 воздушных боях сбил 12 самолётов противника лично и 16 в группе                | погиб 14.07.1944 г. в бою   |

## Благодарности Верховного Главнокомандующего
Верховным Главнокомандующим полку в составе 15-й гвардейской истребительной авиационной дивизии объявлены благодарности:
- За овладение овладение городом Бельско[6].
- За овладение городом Опава[7].
- За овладение городами Моравска-Острава, Жилина[8].
- За овладение городом Цешин — важным узлом дорог и сильным опорным пунктом обороны немцев[9].
- За овладение городом Оломоуц[10].

## Краткие сведения о послевоенной судьбе полка
В мае 1946 года в составе 15-й гвардейской истребительной авиационной дивизии 10-го иак из 8-й воздушной армии передан в 14-ю воздушную армию Прикарпатского военного округа. В 1949 году вместе с 15-й гвардейской истребительной авиационной дивизией передан из 14-й воздушной армии Прикарпатского военного округа в 20-ю виа ПВО (г. Орел). Одним из первых освоил реактивные истребители МиГ-9. В октябре 1950 года в составе 15-й гвардейской истребительной авиационной дивизии прибыл в КНР для выполнения задач ПВО территории Китая и организации обучения китайских летчиков на реактивной технике. В 1952 году в составе дивизии из КНР передислоцирован в Московский округ ПВО. 2 апреля 1960 года расформирован в Московском округе ПВО.